# حفصة (اسم)
حفصة أو حفص هو اسم علم عربي معناه صغير الاسد أو الشبل ويطلق علي كل ما هو صغير ، وهو اسم مبجل عند المسلمين نسبةً للسيدة حفصة بنت عمر إحدى زوجات النبي محمد وابنة عمر بن الخطاب ثاني الخلفاء الراشدين.

## شخصيات
- السيدة حفصة بنت عمر إحدى زوجات رسول الله مُحمد.
- حفصة بنت الحاج شاعرة أندلسية.
- حفصة العمري فتاة عراقية قُتلت بوحشية خلال مجزرة الموصل.